# Cinnamomum aromaticum
La cassia o cannella cinese (Cinnamomum aromaticum Nees o Cinnamomum cassia), è un albero aromatico tropicale della famiglia delle Lauracee.

## Etimologia
L'epiteto specifico cassia deriva dal latino cassĭa(m) che fa proprio il termine greco κασία (kasía), a sua volta derivato dall'ebraico qəṣi`â.

## Descrizione
La cassia è un albero sempreverde molto simile alla cannella (Cinnamomum verum) da cui si differenzia per la maggiore altezza. Le foglie opposte sono ovali e allungate, presentano una punta acuminata, vanno dai 10 ai 18 cm di lunghezza e dai 4 ai 5 cm di larghezza. I fiori, bianchi, sono riuniti in infiorescenze. Il frutto è una drupa che contiene un seme privo di albume.

## Distribuzione e habitat
La pianta è originaria della Cina sud-occidentale. Oggi è diffusa e coltivata in molte zone tropicali.

## Proprietà
1 kg di cannella contiene 3.000 mg di cumarina, in media fino a 63 volte (in polvere) e 18 volte (nei bastoncini) la quantità di cumarina presente nella cannella di Ceylon. Il consumo di cumarina comporta potenziali danni al fegato. La cumarina contenuta nella cannella è quella a più alto assorbimento e biodisponiblità.
Alla cannella Cassia sono associate proprietà antidiabetiche. In una serie di studi l'MHCP (methylhydroxychalcone polymer) e altri polifenoli, solubili in acqua e quindi assenti nell'olio e negli additivi industriali, presenti nella cannella di tipo Cassia hanno imitato l'attività dell'insulina in pazienti affetti da diabete tipo 2 o ad alto rischio per questa malattia, occupandone i recettori cellulari e riducendo la glicemia e la sintesi di glicogeno.

## Usi
Come la corteccia di Cinnamomum verum, anche quella di Cinnamomum aromaticum è ricca di oli essenziali, costituiti per la maggior parte da aldeide cinnamica e in piccole quantità di eugenolo, tannini e flavonoidi.  Come spezia è utilizzata come condimento in gastronomia e trova utilizzo anche in profumeria e nell'aromaterapia.